# Хорватські фантасти
Хорватські фантасти (хорв. Hrvatski fantastičari) – це термін, що використовується для позначення групи хорватських письменників, які писали власні твори у жанрі фантастичної літератури, включаючи наукову фантастику, фентезі, магічний реалізм та ін. Цей напрямок літератури почав активно розвиватися у XX столітті, коли хорватські автори почали експериментувати з формою та змістом, відійшовши від традиційного реалізму.

## Історія
У кінці 1960-х років формується група молодих письменників, невдоволених панівною на той час міметичною поетикою та соцреалістичною літературою. Перші представники цього напрямку заявили про себе завдяки «Студентському лісту», який у 1969 році започаткував рубрику коротких оповідань оповідань, де почали друкуватися майбутні автори фантастичної прози. Загребський студентський ліст сприяла популяризації таких письменників, як Степан Чуїч, Павао Павличич, Дубравко Єлачич Бужімський та Ірфан Горозович. 
Майже одночасно сплітський журнал Відік (хорв. Vidik) відкрив простір для нової хвилі молодих авторів, опублікувавши твори Горана Трібусона та Мілорада Стоєвича.
1975 рік зазначається, як період занепаду фантастичної літератури, але водночас і її канонізації, як зазначав Павао Павличич. Саме в цей рік літературний журнал Републіка (хорв. Republika) почав активно друкувати твори у жанрі фантастики, що сприяло подальшому визнанню цього напряму в хорватській літературі.
Назва цієї неофіційної групи амбітних письменників викликала багато дискусій. Їх називали борхесовцями, представниками молодої прози, а згодом – письменники-фантасти, що найточніше відображало їхню творчість. Водночас існує безліч розбіжностей щодо назв, що робить суперечки навколо них неминучими та навіть необхідними. Деякі терміни можуть заперечувати автохтонність місцевих авторів або втрачати актуальність із часом, що ускладнює їхню усталеність.

## Автори
- Павао Павличич
- Степан Чуїч
- Горан Трібусон
- Дубравко Єлачич-Бужімський
- Ірфан Горозович